# Protaetia morio
Protaetia morio es una especie de coleóptero de la familia Scarabaeidae.

## Distribución geográfica
Habita en el paleártico: la Europa mediterránea occidental y el Magreb.

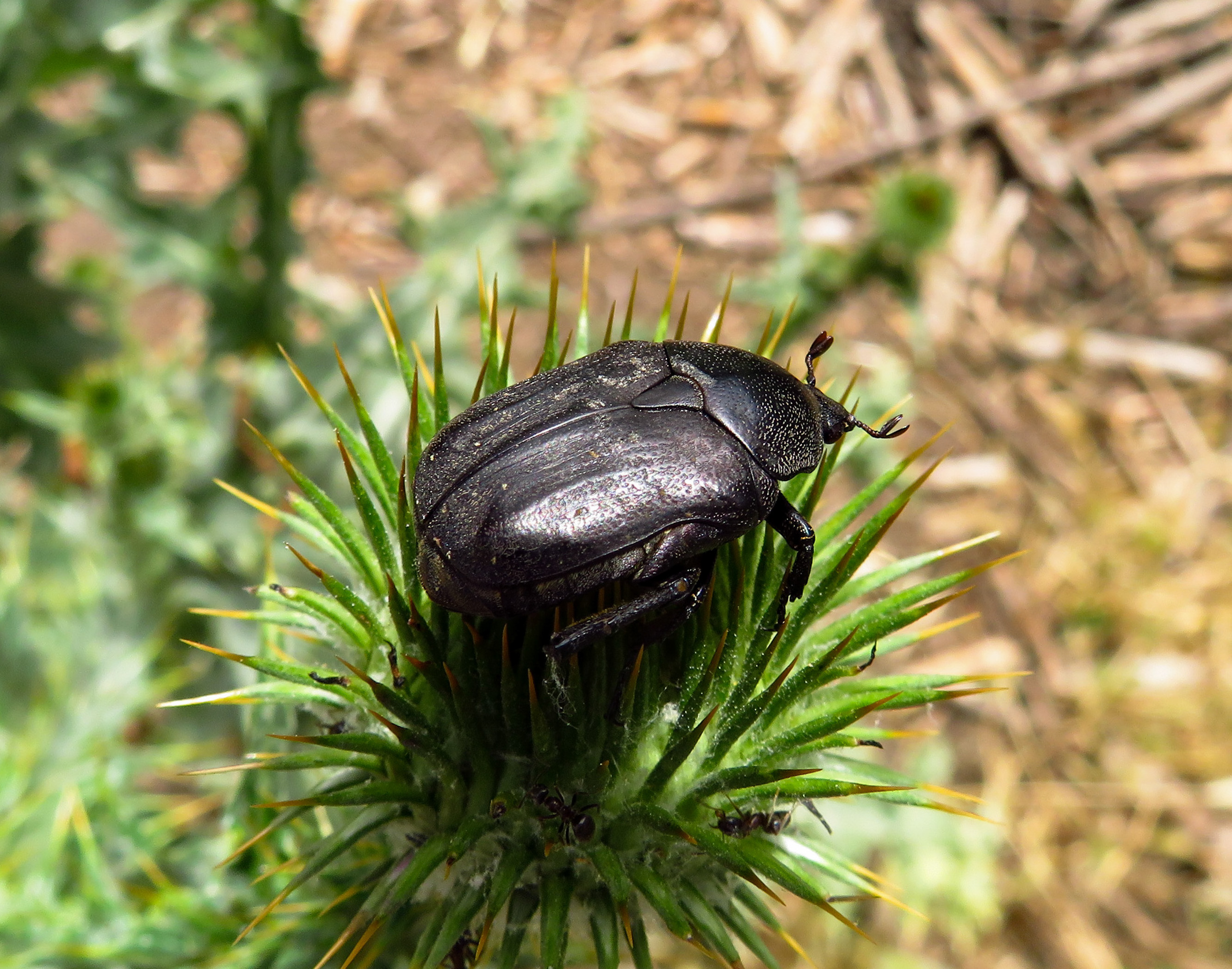
Protaetia morio en el Monte de Valdelatas (Madrid, España).